# Maica Rafecas
Maria Carme «Maica» Rafecas (Llorenç del Penedès, abril de 1987) és una escriptora, educadora social, antropòloga i tècnica editorial catalana. És coautora a diverses antologies, és membre del grup poètic-musical Versaleta i col·labora en diferents activitats literàries i investigacions culturals, com l'inventari del patrimoni immaterial de l'Institut d’Estudis Penedesencs, entre d'altres. L'any 2017 publicà el poemari Blanc breu, amb el qual fou guardonada amb el premi València Nova Alfons el Magnànim.
L'any 2021 veié la llum la seva primera novel·la, El setembre i la nit, que narra la lluita heroica que inicia la protagonista quan s'assabenta de la imminent expropiació de la petita vinya familiar, a causa de la propera construcció d'un polígon industrial, i exigeix al seu pare que no accepti la indemnització, per dignitat. «Un llibre commovedor sobre l'entorn, les traves de la família i els camins que ens poden fer tornar a casa per emprendre un èxode interior, la insatisfacció perenne per la falta d'alternatives al present i l'impuls abassegador per la vida».

## Obra publicada
- Blanc breu. Alzira: Bromera, 2017. ISBN 978-84-9026-779-0.
- El setembre i la nit. Barcelona: LaBreu, 2021. ISBN 978-84-121712-8-0.[3][4]